# 紐約地鐵5號線
5號萊辛頓大道快車（英語：Lexington Avenue Express），又稱紐約地鐵5號線，是紐約地鐵A分部的一條路線。由於該線使用IRT萊辛頓大道線通過曼哈頓主要地區，因此其路線徽號為綠色。
5號線列車在任何時間都營運。平日繁忙時段及日間來往伊斯徹斯特的代里大道至米德伍德的夫拉特布什大道-布魯克林學院，在布朗克斯以慢車行駛，但在曼哈頓和布魯克林則以快車行駛。平日繁忙時段的尖峰方向，5號線列車在布朗克斯以快車形式來往東180街至第三大道-149街，繁忙時段有限度服務以241街或涅雷大道而不是布朗克斯的代里大道，同時以猶提卡大道或新地段大道而非布魯克林的夫拉特布什大道為總站。5號線在平日晚上短途營運至曼哈頓金融區的滾球綠地，以及平日深夜的東180街。
週末列車（星期五晚上11時45分至星期一早上5時）來往布朗克斯的241街至布魯克林的夫拉特布什大道，以取代2號線，在布朗克斯和布魯克木以慢車營運，在曼哈頓以快車營運。
歷史上，5號線曾經營運至皇冠高地-猶提卡大道或新地段大道。自從1983年，多數列車只營運至滾球綠地或夫拉特布什大道，雖然仍有部分繁忙時段列車繼續營運至猶提卡大道或新地段大道。
| \| \|     |
| R12方向幕 |
|           |

## 歷史
這段由東180街至代里大道的路段曾為紐約、威斯徹斯特及波士頓鐵路。這是一個標準軌電氣化通勤鐵路，由紐約、紐哈文及哈特福德鐵路營運。在1937年關閉時，整個資產全數出售。

繁忙時段列車由一個菱形標誌顯示，直至2005年5月27日

1930年4月28日起，週六5號線列車開始運行至皇冠高地-猶提卡大道。
到了1934年，列車主要由威克菲爾德-241街或東180街往大西洋大道-巴克萊中心。平日繁忙時段和週末下午時延長至猶提卡大道。深夜列車不營運。
1938年7月24日至1938年9月18日期間，5號線列車曾經開行週日日間往新地段大道。1939年7月10日起，週日下午往新地段的5號線列車開始運行。
1946年12月22日，往新地段大道的5號線列車在週日早上開始交替運行。但是在1950年3月5日，5號線列車在週日全部縮短回猶提卡大道。
IRT白原路線的快車服務在1953年4月23日開始，平日繁忙時段尖峰方向的5號線列車以梅花間竹方式使用中央軌道來往東180街和149街。1953年10月2日起，5號貫通快車在東180街和干丘路之間以中央軌道以快車營運，以鼓勵在干丘路轉乘第三大道高架的乘客使用地鐵。1954年6月7日至1958年6月16日，這些列車跳過138街。1958年6月16日，這些5號線列車在138街恢復停靠，4號線列車則在繁忙時段跳過車站。
1957年5月3日起，部份繁忙時段5號線列車開往夫拉特布什大道-布魯克林學院，取代4號線。黃昏、週六下午及週日列車縮短至南碼頭。
1960年3月1日起，黃昏列車在曼哈頓以慢車營運。1960年4月8日起，日間黃昏列車停運，日間繁忙時段往夫拉特布什大道的列車也停運。

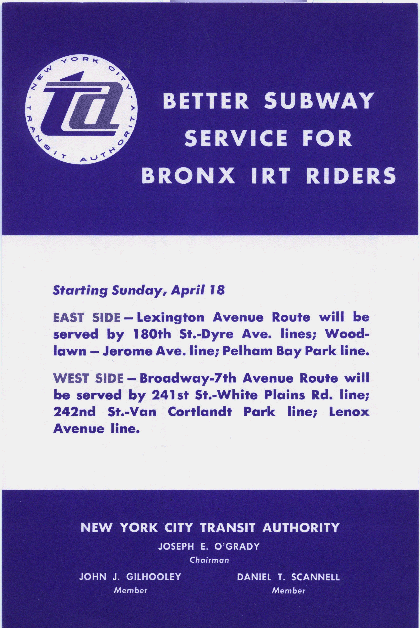
這是1965年4月18日紐約市公共運輸局印製關於IRT服務改動派發的乘客小冊子

1965年4月18日起，多數日間列車改道至代里大道，除晚上和深夜外取代2號線列車，這些時段由接駁線列車服務。部分平日繁忙時段尖峰方向往241街的列車保留了下來，而週六和週日晚上的列車由241街縮短至東180街。同時，週六早上列車由大西洋大道縮短至南碼頭。1965年5月3日起，來往241街的列車在干丘路和東180街之間以慢車營運。
1976年5月23日起，5號線列車開始在週日凌晨運行。到了1976年5月24日，平日日間5號線自大西洋大道縮短至滾球綠地。1979年引入了地鐵路線顏色，5號線因為在曼哈頓沿萊辛頓大道線運行而定為蘋果綠色。1980年1月13日，所有繁忙時段尖峰方向來往代里大道和威克菲爾德-241街5號線開始在布朗克斯以快車運行。5號線列車在1980年5月15日重新延長至大西洋大道。1983年7月10日，所有繁忙時段列車延長至夫拉特布什大道，部分列車來往猶提卡或新地段大道。但在1988年1月18日起，所有日間5號線列車縮短回滾球綠地，以容許4號線列車營運至猶提卡。
1995年春天，繁忙時段往241街的服務縮短至涅雷大道。241街的容量不足以讓2號線和5號線所有列車在繁忙時段都以該站為總站，需要部分2號線和5號線列車以涅雷大道為總站。為了減少造成乘客混亂，也為了提供更可靠的服務，所有2號線列車以241街為總站，所有5號線列車以238街為總站。同時，5號線繁忙時段往代里大道的快車服務加長了45分鐘。這兩個建議是回應東北布朗克斯綜合研究的結果。紐約市公共運輸局拒絕將所有5號線改經代里大道，因為這會導致所有乘客使用萊辛頓大道線轉乘，造成白原路線的吸引力減低。然而這會簡化營運方式。
2005年5月27日，前往涅雷大道的5號線快車停運。
2009年6月29日起，5號線列車在日間也延長行駛至夫拉特布什大道。
2010年3月29日至9月3日間，繁忙時段尖峰方向的5號線快車服務暫停，以便IRT白原路線東180街維修和更換信號。黃昏北行快車服務在2011年3月28日再次暫停以進行更換信號的第二期工程。8月8日恢復原有服務。
IRT百老匯-第七大道線前往布魯克林的通道克拉克隧道在颶風桑迪中受損。為了維修克拉克街隧道的損毀，2017年6月17日至2018年6月24日間的週末，5號線在週末延長至夫拉特布什大道，在布魯克林以慢車營運。在布朗克斯，5號線改為前往241街而不是代里大道，以取代2號線。

## 路線

### 服務形式
以下表格顯示5號線所使用路線，特定時段在有陰影的格的路段內營運：
| 路線                      | 起點                           | 終點                           | 軌道 | 時段     | 時段       | 時段   | 時段           | 時段 |
| 路線                      | 起點                           | 終點                           | 軌道 | 平日     | 晚上及週末 | 深夜   | 繁忙時段       |      |
| ------------------------- | ------------------------------ | ------------------------------ | ---- | -------- | ---------- | ------ | -------------- | ---- |
| IRT代里大道線（全線）     | 伊斯徹斯特-代里大道            | 莫里斯公園                     | 全部 |          |            |        | 多數列車       |      |
| IRT白原路線               | 威克菲爾德-241街               | 涅雷大道                       | 全部 | 不適用   | 不適用     | 不適用 | 非常有限度服務 |      |
| IRT白原路線               | 涅雷大道                       | 布朗克斯公園東                 | 慢車 | 不適用   | 不適用     | 不適用 | 有限度服務     |      |
| IRT白原路線               | 東180街                        | 東180街                        | 全部 |          |            |        |                |      |
| IRT白原路線               | 西農莊廣場-東特里蒙特大道      | 傑克遜大道                     | 慢車 |          |            |        |                |      |
| IRT白原路線               | 西農莊廣場-東特里蒙特大道      | 傑克遜大道                     | 快車 |          |            |        |                |      |
| IRT白原路線               | 第三大道-149街                 | 149街-大廣場                   | 全部 |          |            |        |                |      |
| IRT傑羅姆大道線           | 138街-大廣場                   | 138街-大廣場                   | 慢車 |          |            |        |                |      |
| IRT萊辛頓大道線（全線）   | 125街                          | 布魯克林大橋-市政府            | 快車 |          |            |        |                |      |
| IRT萊辛頓大道線（全線）   | 福爾頓街                       | 滾球綠地                       | 全部 |          |            |        |                |      |
| 傑拉雷曼街隧道            |                                |                                | 全部 |          |            |        |                |      |
| IRT東公園道線             | 區公所                         | 富蘭克林大道-麥德加·艾菲斯學院 | 快車 |          |            |        |                |      |
| IRT諾斯特蘭大道線（全線） | 總統街-麥德加·艾菲斯學院       | 夫拉特布什大道-布魯克林學院    | 全部 | 多數列車 |            |        |                |      |
| IRT東公園道線             | 富蘭克林大道-麥德加·艾菲斯學院 | 皇冠高地-猶提卡大道            | 快車 | 不適用   | 不適用     | 不適用 | 有限度服務     |      |
| IRT新地段線（全線）       | 蘇特大道-魯特蘭路              | 新地段大道                     | 全部 | 不適用   | 不適用     | 不適用 | 非常有限度服務 |      |

### 車站
更詳細的車站列表參見上方列出的路線。
| 車站服務圖例                       | 車站服務圖例                                   |
| ---------------------------------- | ---------------------------------------------- |
| 任何時候停站                       | 任何時候停站                                   |
| 任何時候停站（深夜除外）           | 任何時候停站（深夜除外）                       |
| 僅平日停站                         | 僅平日停站                                     |
| 僅平日和平日深夜停站               | 僅平日和平日深夜停站                           |
| 僅週末停站                         | 僅週末停站                                     |
| 每日停站（繁忙時段的尖峰方向除外） | 每日停站（除時段的方向外）                     |
| 僅繁忙時段停站                     | 僅時段停站                                     |
| 車站已關閉                         | 車站已關閉                                     |
| 僅繁忙時段的尖峰方向停站           | 僅平日繁忙時段的尖峰方向停站（包括有限度服務） |
| 時段資料                           |                                                |
|                                    |                                                |
| 無障礙設施                         | 車站符合ADA標準                                |
| ↑                                  | 車站在指定方向符合ADA標準                      |
| ↓                                  | 車站在指定方向符合ADA標準                      |
|                                    | 升降機只到夾層                                 |

| 紐約地鐵5號線車站列表                  |                                        |                                |          |                | |                                                                                        |  |
| D.                                     | N.                                     | 中文站名                       | 英文站名 | 無障礙設施     | 轉乘 | 連接                                                                                   |  |
| 布朗克斯                               |                                        |                                |          |                | |                                                                                        |  |
| 代里大道線                             |                                        |                                |          |                | |                                                                                        |  |
| 僅平日和平日深夜停站                   | 不適用                                 | 伊斯徹斯特-代里大道            |          |                | | 平日及平日深夜列車北端總站                                                             |  |
| 僅平日和平日深夜停站                   | 不適用                                 | 貝徹斯特大道                   |          |                | |                                                                                        |  |
| 僅平日和平日深夜停站                   | 不適用                                 | 干丘路                         |          |                | |                                                                                        |  |
| 僅平日和平日深夜停站                   | 不適用                                 | 佩勒姆公園道                   |          |                | | Bx12選擇巴士服務                                                                       |  |
| 僅平日和平日深夜停站                   | 不適用                                 | 莫里斯公園                     |          |                | |                                                                                        |  |
|                                        |                                        |                                |          |                | |                                                                                        |  |
| 白原路線                               |                                        |                                |          |                | |                                                                                        |  |
| 不適用                                 | ↑                                      | 威克菲爾德-241街               |          |                | 2 | 車站只有早上繁忙時段北行有限度服務以此為總站的列車停靠 週末及週末深夜的北端總站        |  |
| 不適用                                 | 僅繁忙時段的尖峰方向停站               | 涅雷大道                       |          |                | 2 | 大部分平日繁忙時段的尖峰方向，來往曼哈頓和布魯克林列車的北端總站                       |  |
| 不適用                                 | 僅繁忙時段的尖峰方向停站               | 233街                          |          | 無障礙設施     | 2 | 大都會北方鐵路哈萊姆線，伍德羅恩                                                       |  |
| 不適用                                 | 僅繁忙時段的尖峰方向停站               | 225街                          |          |                | 2 |                                                                                        |  |
| 不適用                                 | 僅繁忙時段的尖峰方向停站               | 219街                          |          |                | 2 |                                                                                        |  |
| 不適用                                 | 僅繁忙時段的尖峰方向停站               | 干丘路                         |          | 無障礙設施     | 2 | Bx41選擇巴士服務                                                                       |  |
| 不適用                                 | 僅繁忙時段的尖峰方向停站               | 柏克大道                       |          |                | 2 |                                                                                        |  |
| 不適用                                 | 僅繁忙時段的尖峰方向停站               | 阿勒頓大道                     |          |                | 2 |                                                                                        |  |
| 不適用                                 | 僅繁忙時段的尖峰方向停站               | 佩勒姆公園道                   |          | 無障礙設施     | 2 | Bx12選擇巴士服務                                                                       |  |
| 不適用                                 | 僅繁忙時段的尖峰方向停站               | 布朗克斯公園東                 |          |                | 2 |                                                                                        |  |
| 241街及代里大道列車匯合                |                                        |                                |          |                | |                                                                                        |  |
|                                        |                                        |                                |          |                | |                                                                                        |  |
| 白原路線                               |                                        |                                |          |                | |                                                                                        |  |
| 僅平日和平日深夜停站                   | 僅繁忙時段的尖峰方向停站               | 東180街                        |          | 無障礙設施     | 2 | 部分南行繁忙時段列車在此站開出 部分北行早上繁忙時段列車以此為總站 平日深夜列車南端總站 |  |
| 僅平日停站（繁忙時段的尖峰方向除外）   |                                        | 西農莊廣場-東特里蒙特大道      |          |                | 2 | Q44選擇巴士服務                                                                        |  |
| 僅平日停站（繁忙時段的尖峰方向除外）   |                                        | 174街                          |          |                | 2 |                                                                                        |  |
| 僅平日停站（繁忙時段的尖峰方向除外）   |                                        | 自由人街                       |          |                | 2 |                                                                                        |  |
| 僅平日停站（繁忙時段的尖峰方向除外）   |                                        | 辛普森街                       |          | 無障礙設施     | 2 |                                                                                        |  |
| 僅平日停站（繁忙時段的尖峰方向除外）   |                                        | 因特韋勒大道                   |          |                | 2 | Bx6選擇巴士服務                                                                        |  |
| 僅平日停站（繁忙時段的尖峰方向除外）   |                                        | 展望大道                       |          |                | 2 |                                                                                        |  |
| 僅平日停站（繁忙時段的尖峰方向除外）   |                                        | 傑克遜大道                     |          |                | 2 |                                                                                        |  |
| 僅平日停站                             | 僅繁忙時段的尖峰方向停站               | 第三大道-149街                 |          | 無障礙設施     | 2 | Bx41選擇巴士服務                                                                       |  |
| 僅平日停站                             | 僅繁忙時段的尖峰方向停站               | 149-大廣場                     |          |                | 2 4 （IRT傑羅姆大道線） |                                                                                        |  |
| 傑羅姆大道線                           |                                        |                                |          |                | |                                                                                        |  |
| 僅平日停站                             | 僅繁忙時段的尖峰方向停站               | 138街-大廣場                   |          |                | 4 |                                                                                        |  |
| 曼哈頓                                 |                                        |                                |          |                | |                                                                                        |  |
| 萊辛頓大道線                           |                                        |                                |          |                | |                                                                                        |  |
| 僅平日停站                             | 僅繁忙時段的尖峰方向停站               | 125街                          |          | 無障礙設施     | 4 6 <6> | 大都會北方鐵路，哈萊姆-125街 M60選擇巴士服務往拉瓜迪亞機場                             |  |
| 僅平日停站                             | 僅繁忙時段的尖峰方向停站               | 86街                           |          |                | 4 6 <6> | M86選擇巴士服務                                                                        |  |
| 僅平日停站                             | 僅繁忙時段的尖峰方向停站               | 59街                           |          |                | 4 6 <6> N R W （BMT百老匯線） 使用MetroCard出站轉乘：F <F> N Q R （63街線，萊辛頓大道-63街）                               | 羅斯福島纜車                                                                           |  |
| 僅平日停站                             | 僅繁忙時段的尖峰方向停站               | 大中央-42街                    |          | 無障礙設施     | 4 6 <6> 7 <7> （IRT法拉盛線） S （42街接駁線）                                                                             | 大都會北方鐵路，大中央總站                                                             |  |
| 僅平日停站                             | 僅繁忙時段的尖峰方向停站               | 14街-聯合廣場                  |          | 升降機只到夾層 | 4 6 <6> L （BMT卡納西線） N Q R W （BMT百老匯線）                                                                          |                                                                                        |  |
| 僅平日停站                             | 僅繁忙時段的尖峰方向停站               | 布魯克林大橋-市政府            |          | 無障礙設施     | 4 6 <6> J Z （BMT納蘇街線，錢伯斯街）                                                                                      |                                                                                        |  |
| 僅平日停站                             | 僅繁忙時段的尖峰方向停站               | 福爾頓街                       |          | 無障礙設施     | 4 2 3 （IRT百老匯-第七大道線） A C （IND第八大道線） J Z （BMT納蘇街線） 經戴伊街行人道連往N R W （BMT百老匯線），科特蘭街 |                                                                                        |  |
| 僅平日停站                             | 僅繁忙時段的尖峰方向停站               | 華爾街                         |          |                | 4 |                                                                                        |  |
| 僅平日停站                             | 僅繁忙時段的尖峰方向停站               | 滾球綠地                       |          | 無障礙設施     | 4 只限週末使用MetroCard出站轉乘： 1 （IRT百老匯-第七大道線，南碼頭） N R （BMT百老匯線，白廳街-南碼頭）                    | 史泰登島渡輪，白廳碼頭 平日晚上南端總站，以及部分繁忙時段列車的總站                    |  |
| 布魯克林                               |                                        |                                |          |                | |                                                                                        |  |
| 東公園道線                             |                                        |                                |          |                | |                                                                                        |  |
| 僅平日停站                             | 僅繁忙時段的尖峰方向停站               | 區公所                         |          | ↑              | 4 2 3 （IRT百老匯-第七大道線） N R W （BMT第四大道線）                                                                     | 車站只有北行方向符合ADA標準                                                            |  |
| 僅平日停站                             | 僅繁忙時段的尖峰方向停站               | 內文斯街                       |          |                | 2 3 4 |                                                                                        |  |
| 僅平日停站                             | 僅繁忙時段的尖峰方向停站               | 大西洋大道-巴克萊中心          |          | 無障礙設施     | 2 3 4 B Q （BMT布萊頓線） D N R W （BMT第四大道線）                                                                        | 長島鐵路大西洋支線，大西洋總站                                                         |  |
|                                        |                                        | 卑爾根街                       |          |                | 4 |                                                                                        |  |
|                                        |                                        | 大軍廣場                       |          |                | 4 |                                                                                        |  |
|                                        |                                        | 東公園道-布魯克林博物館        |          |                | 4 |                                                                                        |  |
| 僅平日停站                             | 僅繁忙時段的尖峰方向停站               | 富蘭克林大道-麥德加·艾菲斯學院 |          |                | 2 3 4 S （BMT富蘭克林大道線）                                                                                              |                                                                                        |  |
| 往夫拉特布什大道及新地段大道列車分岔   |                                        |                                |          |                | |                                                                                        |  |
|                                        |                                        |                                |          |                | |                                                                                        |  |
| 諾斯特蘭大道線                         |                                        |                                |          |                | |                                                                                        |  |
| 僅平日停站                             | 僅繁忙時段的尖峰方向停站               | 總統街-麥德加·艾菲斯學院       |          |                | 2 |                                                                                        |  |
| 僅平日停站                             | 僅繁忙時段的尖峰方向停站               | 斯特陵街                       |          |                | 2 | B44選擇巴士服務                                                                        |  |
| 僅平日停站                             | 僅繁忙時段的尖峰方向停站               | 文斯洛普街                     |          |                | 2 | B44選擇巴士服務                                                                        |  |
| 僅平日停站                             | 僅繁忙時段的尖峰方向停站               | 教堂大道                       |          | 無障礙設施     | 2 | B44選擇巴士服務                                                                        |  |
| 僅平日停站                             | 僅繁忙時段的尖峰方向停站               | 貝弗里路                       |          |                | 2 |                                                                                        |  |
| 僅平日停站                             | 僅繁忙時段的尖峰方向停站               | 紐科克大道-小海地              |          |                | 2 | B44選擇巴士服務                                                                        |  |
| 僅平日停站                             | 僅繁忙時段的尖峰方向停站               | 夫拉特布什大道-布魯克林學院    |          | 無障礙設施     | 2 | B44選擇巴士服務                                                                        |  |
|                                        |                                        |                                |          |                | |                                                                                        |  |
| 東公園道線（僅繁忙時段有限度服務）     |                                        |                                |          |                | |                                                                                        |  |
| ↑                                      |                                        | 諾斯特蘭大道                   |          |                | 2 3 4 | 一班往布朗克斯的繁忙時段列車停靠此站                                                   |  |
| ↑                                      |                                        | 京斯頓大道                     |          |                | 2 3 4 | 一班往布朗克斯的繁忙時段列車停靠此站                                                   |  |
| 僅繁忙時段的尖峰方向停站（有限度服務） | 僅繁忙時段的尖峰方向停站（有限度服務） | 皇冠高地-猶提卡大道            |          | 無障礙設施     | 2 3 4 | B46選擇巴士服務 部分繁忙時段列車的南端總站                                             |  |
| 新地段線（僅繁忙時段有限度服務）       |                                        |                                |          |                | |                                                                                        |  |
| 僅繁忙時段的尖峰方向停站（有限度服務） | 僅繁忙時段的尖峰方向停站（有限度服務） | 蘇特大道-魯特蘭路              |          |                | 2 3 4 | B15巴士往約翰·甘迺迪國際機場                                                           |  |
| 僅繁忙時段的尖峰方向停站（有限度服務） | 僅繁忙時段的尖峰方向停站（有限度服務） | 沙拉托加大道                   |          |                | 2 3 4 |                                                                                        |  |
| 僅繁忙時段的尖峰方向停站（有限度服務） | 僅繁忙時段的尖峰方向停站（有限度服務） | 洛克威大道                     |          |                | 2 3 4 |                                                                                        |  |
| 僅繁忙時段的尖峰方向停站（有限度服務） | 僅繁忙時段的尖峰方向停站（有限度服務） | 朱尼烏斯街                     |          |                | 2 3 4 |                                                                                        |  |
| 僅繁忙時段的尖峰方向停站（有限度服務） | 僅繁忙時段的尖峰方向停站（有限度服務） | 賓夕法尼亞大道                 |          |                | 2 3 4 |                                                                                        |  |
| 僅繁忙時段的尖峰方向停站（有限度服務） | 僅繁忙時段的尖峰方向停站（有限度服務） | 凡希克凌大道                   |          |                | 2 3 4 |                                                                                        |  |
| 僅繁忙時段的尖峰方向停站（有限度服務） | 僅繁忙時段的尖峰方向停站（有限度服務） | 新地段大道                     |          |                | 2 3 4 | B15巴士往約翰·甘迺迪國際機場 部分早上北行繁忙時段列車南端總站                          |  |

## 相關音樂影片
AOA的《Excuse me》於此線上及周邊拍攝。

## 外部連結
- MTA NYC Transit - 5號線圓底路線介紹（英文）
- MTA NYC Transit - 5號線菱底路線介紹（英文）
- 5號線歷史（英文）
- MTA NYC Transit - 5號線時刻表（PDF）（英文）